# Pétrel géant
Ne doit pas être confondu avec Pétrel géant subantarctique.
Macronectes giganteus
Espèce
Statut de conservation UICN

 LC  : Préoccupation mineure
Le Pétrel géant (Macronectes giganteus), ou Pétrel géant antarctique, est une espèce de grands oiseaux de mer de la famille des Procellariidae qui vit dans l'hémisphère sud et dont l'envergure peut atteindre deux mètres.

## Morphologie

### Dimensions
Long de 84 à 99 cm, ce grand oiseau a une envergure qui peut aller de 185 à 213 cm. Il peut peser de 3,6 à 5 kg.

### Plumage
Il n'existe pas de dimorphisme sexuel chez cette espèce, mais il existe deux types de plumage, tous sexes confondus : la phase claire et la phase foncée.
Les individus de phase claire sont blancs avec des taches foncées assez nombreuses.
Les individus de phase foncée sont tout d'abord entièrement sombres (ce qui les distingue des juvéniles d'Albatros hurleur, qui ont la face et le dessous des ailes blancs), puis acquièrent lentement le plumage adulte, qui présente des taches claires sur la tête et la poitrine, ainsi que sur la bordure antérieure du dessous des ailes et sur la face inférieure du corps.

### Espèces similaires

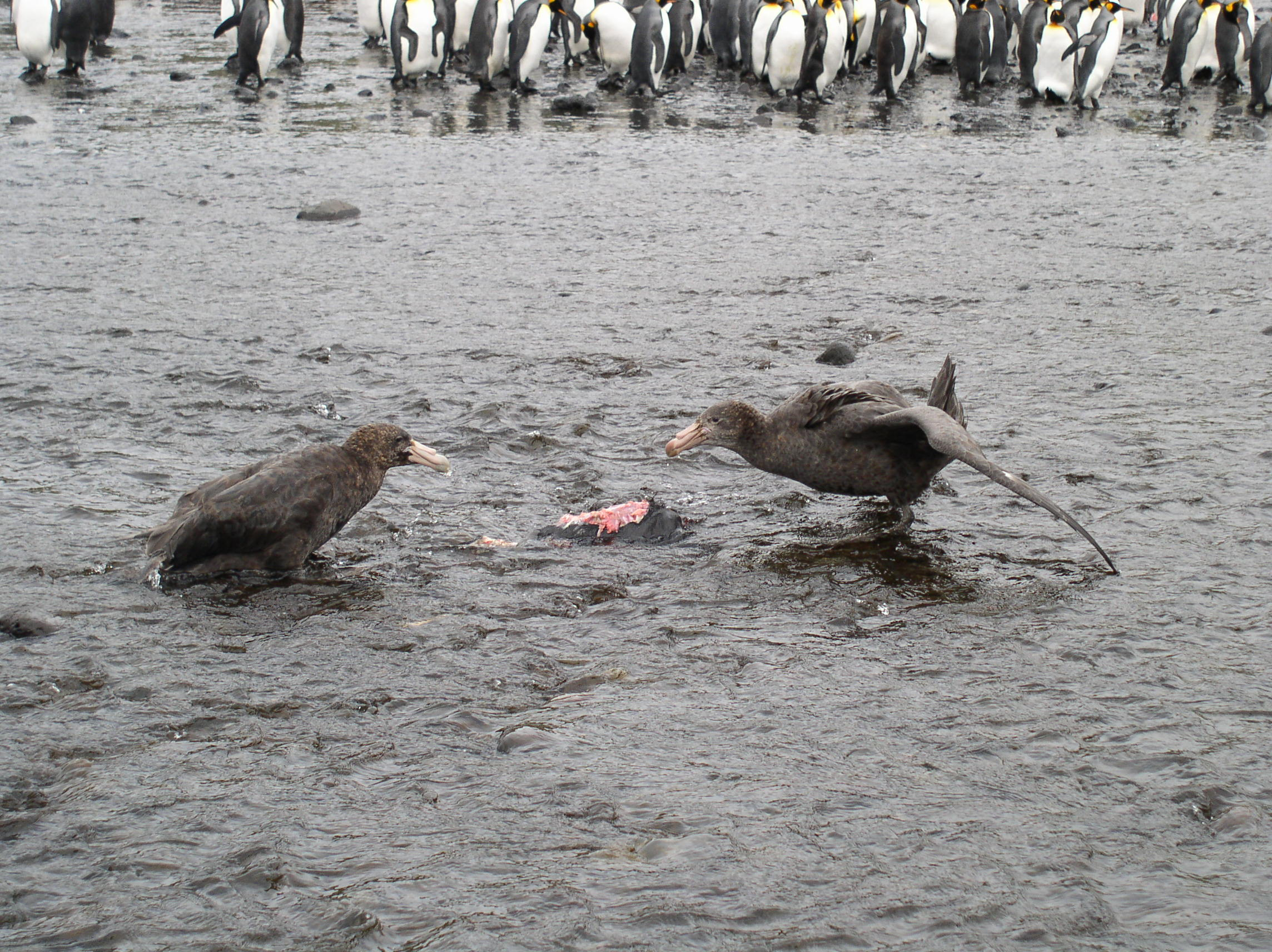
Un pétrel géant Macronectes giganteus à gauche (extrémité du bec verdâtre), et un pétrel de Hall Macronectes halli à droite (extrémité du bec rougeâtre) se disputant un cadavre de manchot royal (île de la Possession).

Il ressemble assez à un petit albatros, mais son corps est plus robuste, un peu « bossu », et ses ailes plus courtes. On peut aussi le confondre avec un Pétrel de Hall, Macronectes halli : la détermination est particulièrement difficile pour les individus juvéniles. La principale différence entre Pétrel de Hall et Pétrel géant est que ce dernier a le bout du bec verdâtre au niveau des deux mandibules, alors que le Pétrel de Hall a le bout de la mandibule supérieure rougeâtre et le bout de la mandibule inférieure noirâtre.

## Comportement

### Alimentation

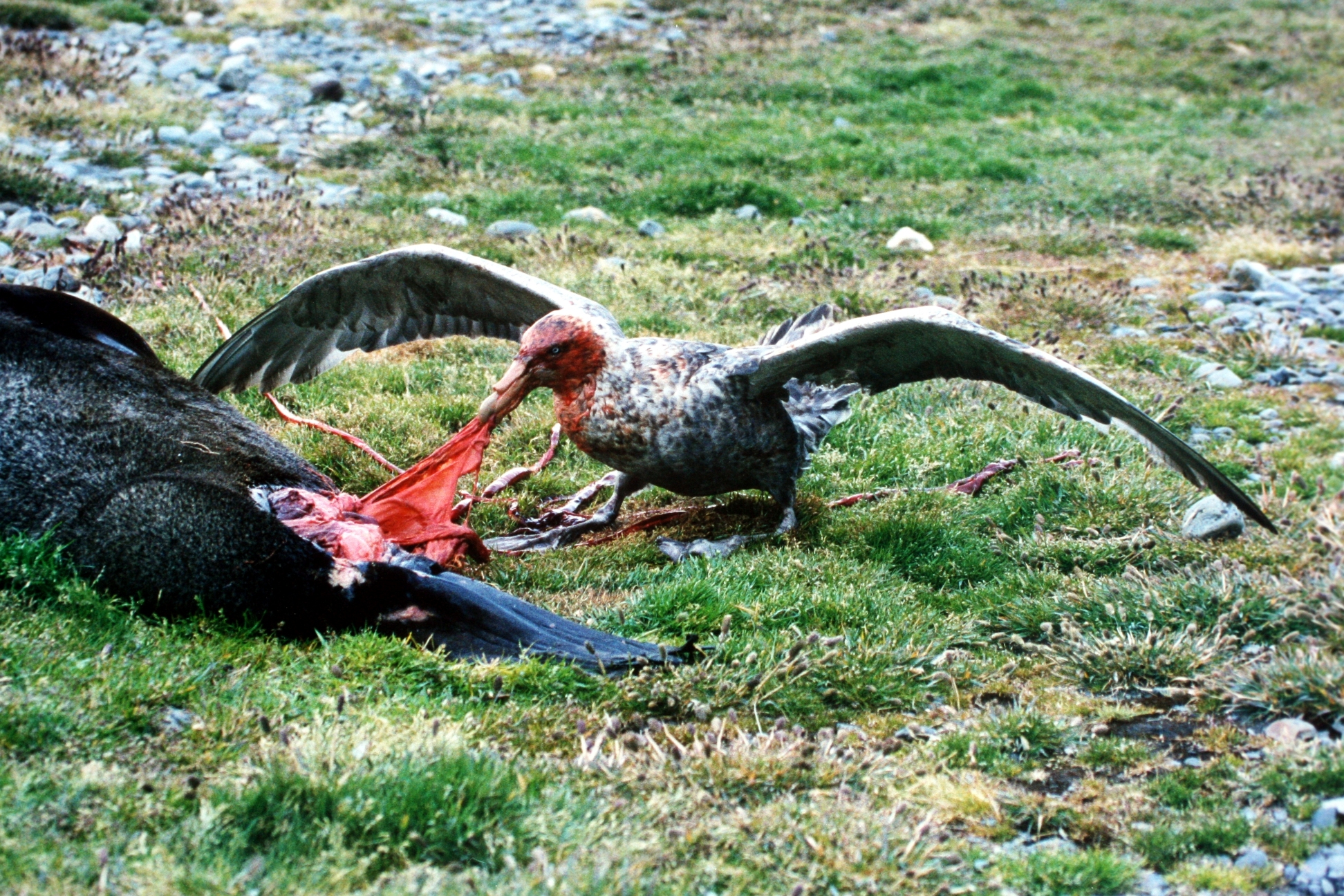
Pétrel géant dépeçant un phoque.

Le Pétrel géant est un oiseau opportuniste qui, s'il se nourrit de krill, d'amphipodes, de poissons et de céphalopodes, ne dédaigne pas de devenir charognard. Il suit souvent les navires de pêche au filet ou à la palangre, profitant des poissons et déchets rejetés par ces derniers. Pendant la saison de reproduction, une bonne part de son apport alimentaire est constituée de cadavres de manchots, de phoques et d'éléphants de mer,
Il semble que mâle et femelle ne partagent pas les mêmes sites de nourrissage, au moins durant la saison de nidification.

### Reproduction

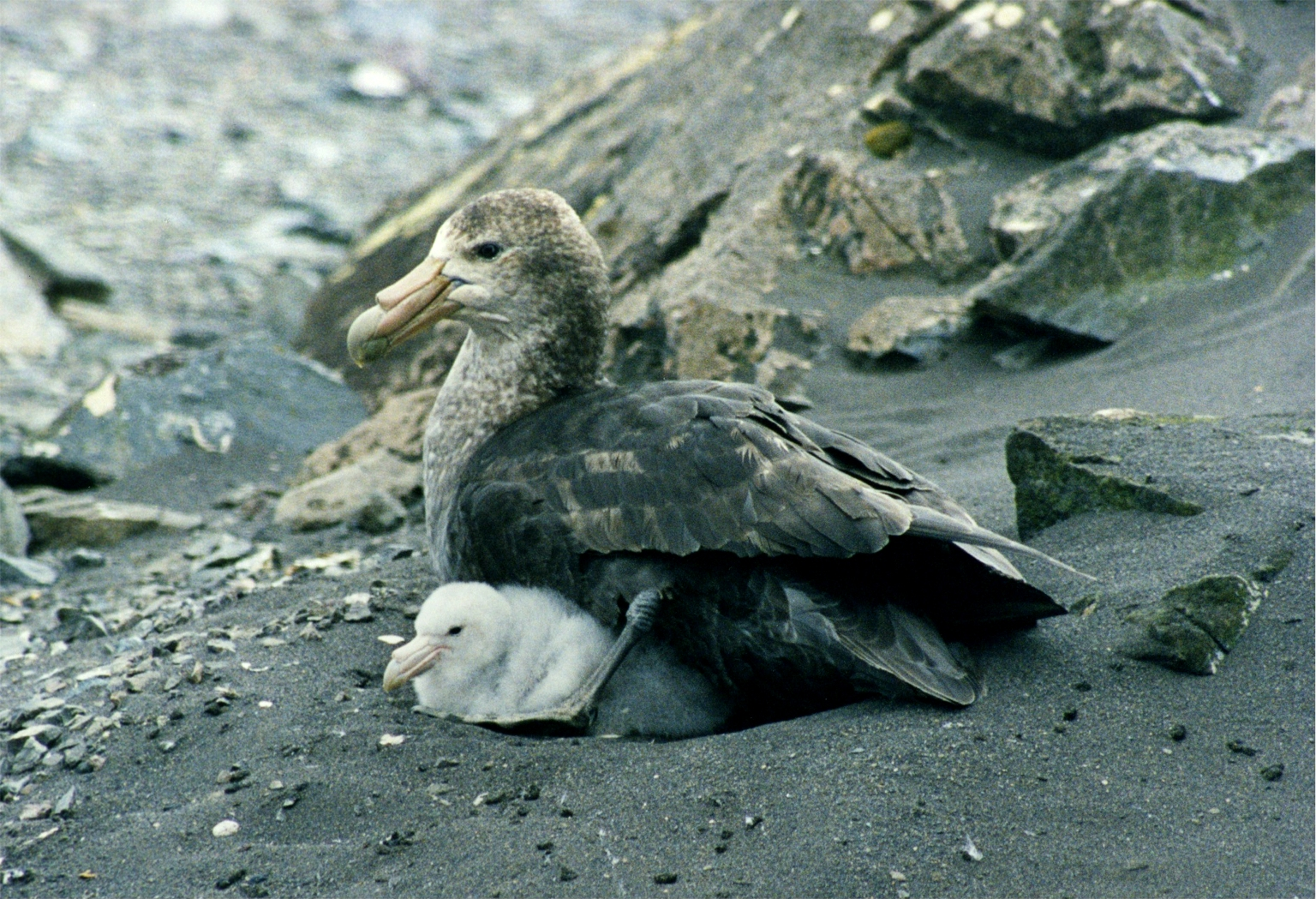
Pétrel géant réchauffant son petit.

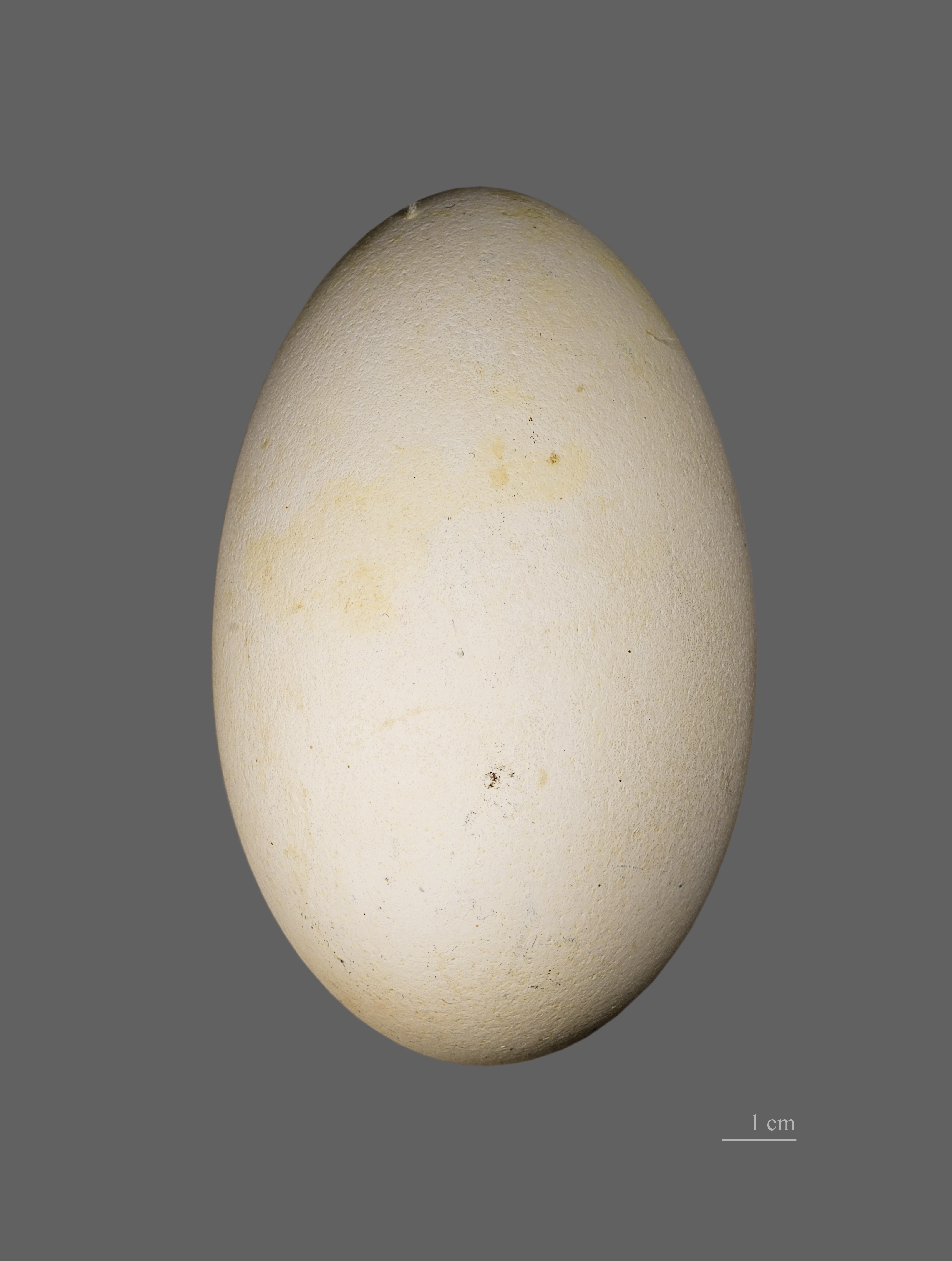
Œuf de Pétrel géant.
(Muséum de Toulouse)

La saison de reproduction commence en octobre ou novembre par la formation de colonies éparses, puis par la ponte d'un seul œuf dans un nid formé d'herbe, de mousse et de petits cailloux. Cet œuf sera couvé durant 55 à 65 jours. Le petit restera au nid jusqu'à son essor, vers le mois de mars. Après son essor, le juvénile passera ses premières années à se déplacer autour du pôle Sud. Il sera capable de se reproduire à son tour au plus tôt à 4 ans, mais plus communément entre 6 et 10 ans,. Le record de longévité chez cette espèce est actuellement détenu par un individu bagué : 13,5 ans. Mais on estime que cet oiseau peut vivre beaucoup plus longtemps

## Classification
L'espèce Macronectes giganteus comprenait autrefois le Pétrel de Hall, maintenant considéré comme une espèce à part.

## Répartition et habitat

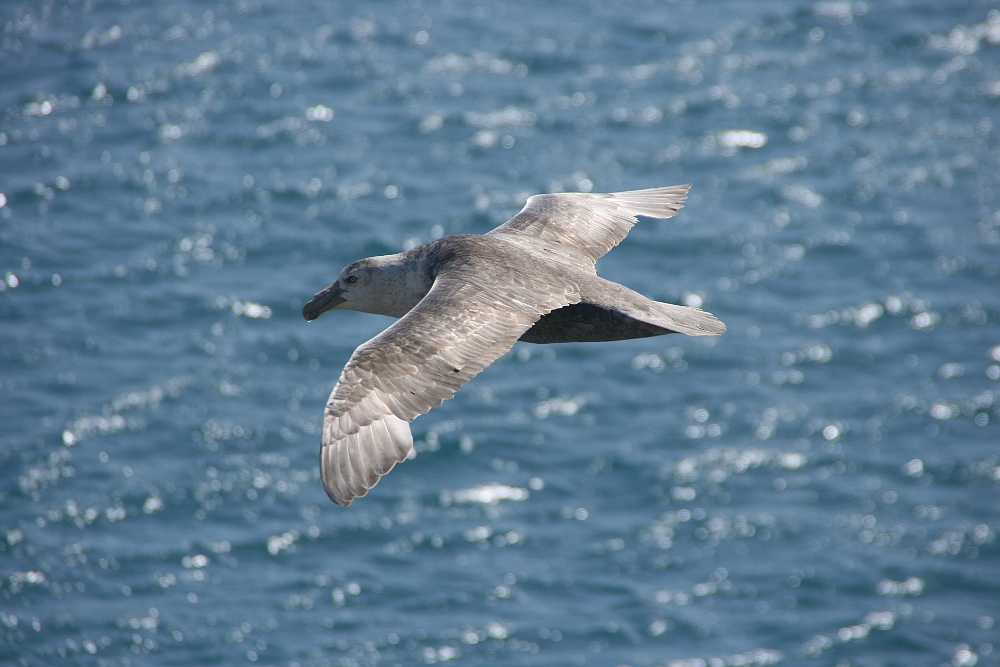
Pétrel géant en vol.

Cet oiseau pélagique est cantonné à l'hémisphère sud. Il niche sur des îles des régions polaires antarctiques et subantarctiques, comme les îles Malouines, les îles au large de la Patagonie et de la Terre de Feu, la Géorgie du Sud, l'île Gough, les îles Orcades du Sud, les îles Shetland du Sud et autres îles de l'océan Austral, de même que sur le continent Antarctique. Il niche aussi sur les îles Crozet et les îles Kerguelen, sur l'archipel du Prince-Édouard, l'île Heard et l'île Macquarie. Quelques individus nichent aussi sur l'archipel Tristan da Cunha et les îles Diego Ramirez. Les colonies de nidification s'installent sur des sols nus ou herbeux, souvent à proximité de colonies de manchots. Il est très à l'aise dans les tempêtes qui peuvent sévir à certains endroits, comme aux îles Crozet où les vents dépassent les 100 km/h pendant 100 jours par an.

## Statut et préservation

### Menaces
On estime qu'entre 2 000 et 4 000 Pétrels géants ont été tués par la campagne de pêche à la palangre de la Légine australe (Dissostichus eleginoides) de 1997-1998. Il a été démontré aux îles Malouines que l'espèce est aussi victime de la pêche au filet dérivant. Des diminutions de population ont aussi été imputées, au niveau de certaines zones, à la réduction importante des effectifs d'Éléphant de mer austral (Mirounga leonina, dont les cadavres constituent une importante source alimentaire pour cette espèce), mais aussi à la pression humaine. Le Pétrel géant est un oiseau sensible au dérangement ; il quittera définitivement son nid s'il est dérangé trop souvent, abandonnant œuf ou petit. Lorsqu'il se sent en danger, il est capable de régurgiter une huile nauséabonde qu'il projette sur son assaillant.

### Populations et mesures de conservation
Après un déclin au cours des années 1980 et 1990, il semble que la population de Pétrel géant soit de nouveau en augmentation sur certaines zones, comme les îles Crozet, les îles Malouines, l'île Gough, l'île Heard et en Géorgie du Sud. La population en 2008 était estimée à 97 000 individus.
Cette espèce est placée en annexe II de la Convention de Bonn et en annexe I par l'ACAP (Agreement on the Conservation of Albatross and Petrels). L'UICN, en dépit d'une apparente stabilisation des populations de Pétrels géants, a classé cette espèce dans la catégorie "V" (Vulnerable) puis "NT" (Near Threatened, c'est-à-dire quasi menacée) entre 2000 et 2009 à cause de la menace toujours présente que constitue la pêche industrielle sur cette espèce.

## Le Pétrel géant et l'Homme
Plusieurs États ont émis des timbres à l'effigie de cet oiseau : l'Argentine en 1980 et 1986, le Territoire britannique antarctique en 2005, les Maldives en 2007, la Géorgie du Sud-et-les Îles Sandwich du Sud en 1987 et 2006, l'île Sainte Hélène en 1993, la Tanzanie en 1999, l'archipel Tristan da Cunha en 2000, le Chili en 2001 et les Terres australes et antarctiques françaises en 1986.